# Sole trzeźwiące
Sole trzeźwiące – popularny w XVIII w. i XIX w. środek stosowany przy omdleniach i zasłabnięciach. W skład soli wchodził przede wszystkim amoniak, wodorowęglan sodu, karbaminian i lawenda wraz z innymi substancjami o silnej woni np. azotyn amylu.
Jest to środek, który można w niektórych aptekach nabyć bez recepty.